# Зала Ради бургомістрів в ратуші Амстердама
«Зала Ради бургомістрів в ратуші Амстердама» (нід. Raadskamer in het stadhuis van Amsterdam) — картина голландського живописця Пітер де Гоха. Створена приблизно у 1663—1665 роках. Зберігається у Музеї Тіссен-Борнеміса в Мадриді.

## Опис
В голландському живописі 17 століття улюбленими темами були побутові сцени і домашні інтер'єри, а також зображення представників нового класу — буржуазії — в різні моменти повсякденних справ або дозвілля. Ця картина має особливу цінність не тільки за свої художні якості, але і за історичне значення оскільки вона точно відтворює первісний інтер'єр зали ради в амстердамській ратуші. Світлове рішення композиції типове для де Гоха: поєднання різних джерел променів світла гру майстерно змішаних світла і тіні, що виділяються на фоні теплої кольорової палітри. Композиція побудована за правилами архітектурного живопису — в ширококутній перспективі з точкою сходу в центрі приміщення.

## Історія картини
Історія цього полотна бере свій початок з першої половини 20 століття, коли воно належало Петеру Ернсту, барону Стакельбурзькому, яке успадкував його син Егберт, у чиїй колекції вона була знайдена у 1918 році. Пізніше вона перебувала у багатьох галереях: Ван Дімен у Гаазі в 1925, Г. Райнгарта в Нью-Йорку в 1927, Й. Болер і Штайнмаєра в Мюнхені і Нью-Йорку в 1929, і знову в 1931 у Райнгарта. Потім потрапила до колекції В. Й. Р. Дресмана в Амстердамі, а також у дві інші галереї після чого була придбана у 1960 році для колекції Тіссен-Борнеміса з галереї Крамер в Гаазі.